# Paradossenus protentus
Paradossenus protentus là một loài nhện trong họ Trechaleidae.
Loài này thuộc chi Paradossenus. Paradossenus protentus được miêu tả năm 1879 bởi Karsch.